# Rytuał Rzymski

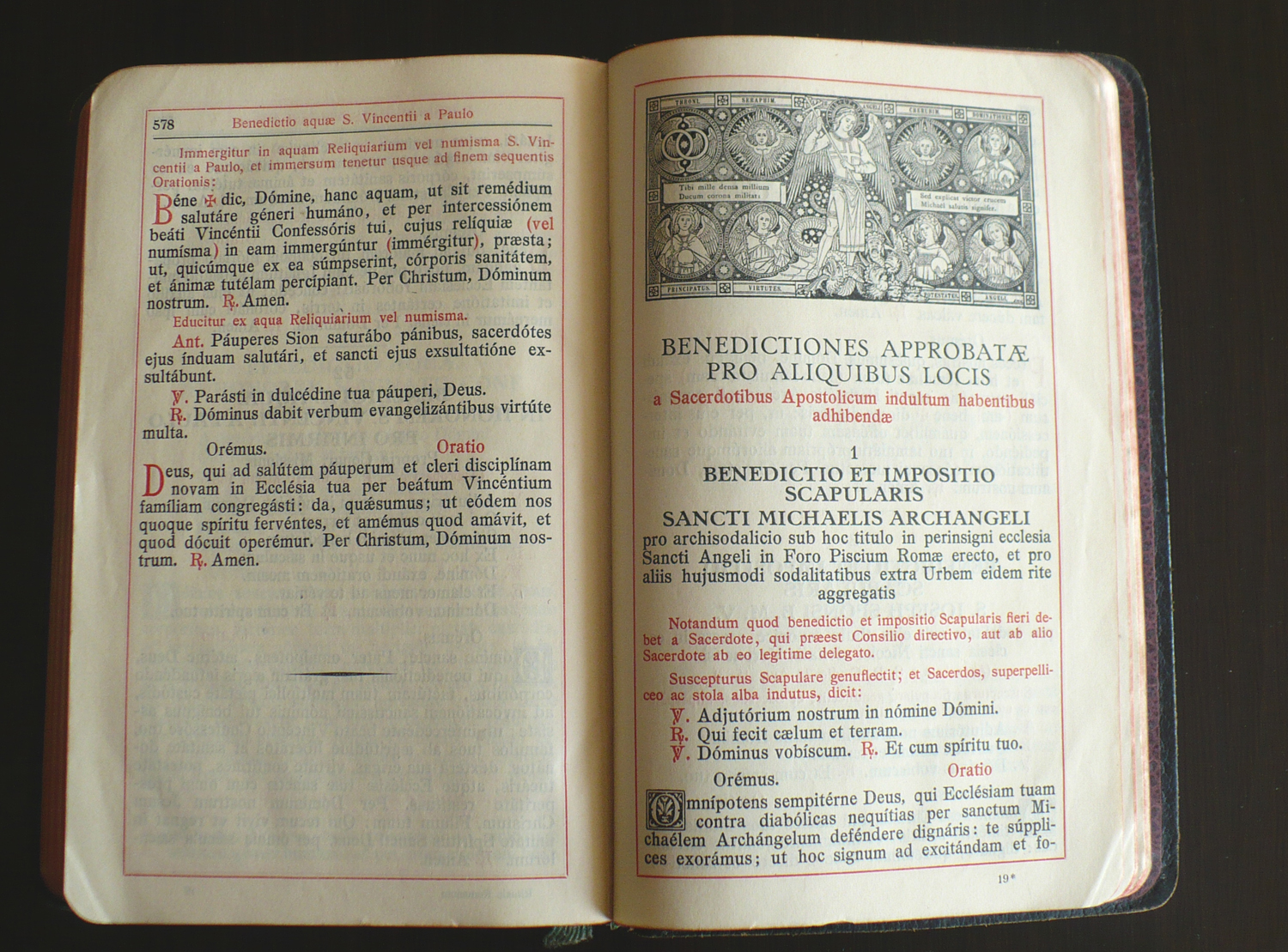
Rytuał Rzymski przedsoborowy (1962 r.)

Rytuał Rzymski (łac. Rituale Romanum) jest jedną z ksiąg obrzędowych Kościoła Rzymskokatolickiego. Opisuje sposób sprawowania sakramentów i sakramentaliów, które nie są zastrzeżone biskupom (te zawiera Pontyfikał). Odpowiednikiem w liturgii bizantyjskiej jest Euchologion.
Do Rytuału zaliczamy zasadniczo poniższe Księgi Obrzędów:
- Obrzędy chrztu dzieci (wyd. łac. – 1969; popr. wyd. pol. – 1987)
- Obrzędy wtajemniczenia chrześcijańskiego dorosłych (wyd. łac. – 1972; wyd. pol. – 1988)
- Komunia św. i kult Tajemnicy Eucharystii poza mszą św. (wyd. łac. – 1973; wyd. pol. – 1985)
- Obrzędy pokuty (wyd. łac. – 1974; wyd. pol. – 1981)
- Sakramenty chorych. Obrzędy i duszpasterstwo (wyd. łac. – 1972; wyd. pol. – 1978)
- Obrzędy sakramentu małżeństwa (wyd. łac. – 1969; popr. wyd. pol. – 1986)
- Obrzędy profesji zakonnej (popr. wyd. łac. – 1975; wyd. pol. – 2015)
- Obrzędy błogosławieństw. Tom 1. – Błogosławieństwa dotyczące osób, budynków i wielorakiej działalności Chrześcijan (wyd. łac. – 1984; wyd. pol. – 2004)
- Obrzędy błogosławieństw. Tom 2. – Błogosławieństwa sprzętów liturgicznych, i przedmiotów kultu publicznego. Błogosławieństwa przedmiotów wyrażających pobożność ludu Chrześcijańskiego (wyd. łac. – 1984; wyd. pol. – 2004)
- Egzorcyzmy i inne modlitwy błagalne (wyd. łac. – 1998; wyd. pol. – 2001)
- Obrzędy pogrzebu (wyd. łac. – 1969; wyd. pol. – 1977)